# Jungholtz
Jungholtz település Franciaországban, Haut-Rhin megyében. Lakosainak száma 900 fő (2022. január 1.). Jungholtz Soultz-Haut-Rhin, Guebwiller, Rimbach-près-Guebwiller, Rimbachzell, Wuenheim, Hartmannswiller és Wattwiller községekkel határos.

## Népesség
A település népességének változása:
| Lakosok száma | 912  | 909  | 930  | 898  | 904  | 911  | 917  | 910  | 900  |
|               | 2013 | 2015 | 2016 | 2017 | 2018 | 2019 | 2020 | 2021 | 2022 |